# SYSTEM 86
SYSTEM86（システム86）は、1986年にナムコが開発したアーケードゲーム基板。後継基板はSYSTEM I。

## 仕様
CPU:
- メイン CPU: モトローラ MC6809 @ 1.536 MHz
- サウンド CPU: モトローラ MC6809 @ 1.536 MHz
- MCU: 日立 HD63701 @ 1.536 MHz

ビデオ:
- 画面解像度: 288 × 224 ドット
- 512 × 256 ドット　4画面（64 × 32 タイル）
- 最大 127 スプライト（最大 32 × 32 ドット）同時表示可能

サウンド:
- ヤマハ YM2151（FM音源チップ）@ 3.57958 MHz（BGM）
- 8チャンネル ナムコ CUS30（波形メモリ音源チップ）@ 96 kHz（効果音）
- 2チャンネル Namco 63701X DAC @ 6 MHz（合成音声用、源平討魔伝, ローリングサンダー，ワンダーモモで使用）

## 使用ゲームタイトル一覧
- スカイキッドDX
- ホッピングマッピー
- イシターの復活
- 源平討魔伝
- ローリングサンダー
- ワンダーモモ